# Atelopus vogli
La rana amarilla de Maracay (Atelopus vogli) fue una especie de anfibios de la familia Bufonidae. Era endémica de Venezuela.
Habitaba en bosques tropicales o subtropicales secos y a baja altitud y ríos. Se considera extinta por la pérdida de su hábitat natural desde 1933.